# قرآن طليطلة
مصحف طليطلة أو قرآن طليلطة هو نسخة مخطوطة من القرآن الكريم تعود إلى عام 1606، مترجمة بالكامل إلى مجموعة متنوعة من اللغات القشتالية بالخط اللاتيني، ربما في فيلافيليتشي. وهي محفوظة بعنوان (manuscrito 235) في مكتبة قشتالة لا مانشا في طليطلة. وهي الترجمة العامية الكاملة الوحيدة الباقية للقرآن الكريم من تلك الفترة، على الرغم من أنها تتضمن تعليقات تفسيرية وليست بأي حال من الأحوال ترجمة دقيقة للنص القرآني، بل أقرب للتفسير.

## أسلوب النص
على الرغم من استخدام النصوص العربية واللاتينية معًا في صفحة المخطوطة، إلا أن النص الرئيس للمخطوطة مكتوب باللغة القشتالية بالأبجدية اللاتينية. يعلل الناسخ ذلك بأنه قادر على الكتابة بسرعة وسهولة أكبر بالخط اللاتيني، بسبب ضعف معرفته باللغة العربية نتيجة التنصير القسري، ويكتبون: ([الكاتب] يعرف خط المسيحيين والمسلمين وجزءًا من العربية. - [el escribano] sabe la letra de los cristianos y de los muçlimes y parte del arábigo)، على الرغم من أن الناسخ كتب أن النص القرآني منسوخ من مخطوطة ثنائية: (نسخه من قرآن آخر كان بلغته الخاصة بالعربية وشرح كلمة بكلمة. - lo copió de otro Alcorán que estaba en su propia lengua de arábigo y declarado palabra por palabra al vocablo). نجا عدد من المخطوطات ثنائية اللغة التي استخدمها الموريسكيون في ذلك الوقت، وافترضت نوريا دي كاستيلا أن ناسخ القرآن في طليطلة كان ينسخ من العجمية - النص القشتالي المكتوب بالخط العربي - من مخطوطة ثنائية اللغة تحتوي على النص باللغتين العربية والقشتالية، وكلاهما مكتوب بالخط العربي، وبالتالي ببساطة نقل النص القشتالي من الخط العربي إلى الخط اللاتيني.

## المحتوى

### نص غير قرآني
تتميز التعليقات التفسيرية بالحبر الأحمر في أول 105 صفحات، وبعد ذلك يُشار إليها بعلامات مائلة للأمام.

### اللغة
يصف كونسويلو لوبيز موريلاس النص بأنه ذو نكهة لغوية غريبة مشتركة بين قرآن طليطلة وجميع المصاحف العامية الأيبيرية، وهي إسبانية قرآنية مقدسة يمكن تمييزها - مثل اللاتينية في الفولجاتا أو الإنجليزية في النسخة المعتمدة. ويشير لوبيز موريلاس أيضًا إلى الجودة الأدبية العالية للنص، وقد أظهر الناسخ معرفة بالقرآن على الرغم من الأخطاء. ويُشير إلى وجود محاولة لتعريب النصوص (العروبة) اللاتينية والقشتالية مثل تقليد المفعول المطلق العربي والبناء لتقديم بعض الآيات الكريمة مثل (مَنْ ذَا الَّذِي يُقْرِضُ اللَّهَ قَرْضًا )، على الرغم من أن استخدام العروبة ليس مفرطًا.

## المنشورات
نشرت كونسويلو لوبيز موريلاس طبعة ودراسة للمخطوطة في عام 2011.